# Csaba Németh
Csaba  Németh ( n. 21 mai 1951, Brâncovenești) este un profesor de filosofie, politician și publicist român de etnie maghiară.70

## Biografie
A urmat școala generală în comuna natală, liceul în orașul Reghin (1958-1970), apoi cursurile  Facultății de istorie-filosofie, secția filosofie în cadrul Universității Babeș-Bolyai Cluj, pe care le-a absolvit în anul 1974. După absolvirea facultății, Németh a lucrat ca profesor la Liceul Agroindustrial din comuna Sărmașu, județul Mureș, iar din 1990 la două licee din orașul Tg.Secuiesc, Județul Covasna, respectiv la Liceul Agroindustrial și la Grupul Școlar Industrial. Între anii 1998-2008 a fost senator U.D.M.R. de Covasna în Senatul României.

## Activitatea politică
În ianuarie 1990 a devenit membru al Uniunii Democrate a Maghiarilor din România-U.D.M.R. Între anii 1997-2003 a fost președinte al Organizației Teritoriale U.D.M.R. Tg.Secuiesc. În calitate de senator, a îndeplinit funcțiile de membru în Comisia pentru cultură, de vicepreședinte al Comisiei pentru Muncă, Familie și Protecție Socială și de membru al Comisiei pentru Sănătate Publică a Senatului României. Este inițiatorul Legii nr. 309/2002 pentru acordarea unor drepturi persoanelor care au efectuat stagiul militar în detașamentele de muncă din cadrul Direcției Generale a Serviciului Muncii între anii 1950-1961 și a Legii nr. 578/2004 privind acordarea unui ajutor lunar soțului supraviețuitor. 
În legislatura 2000-2004, Csaba  Németh a fost membru în grupurile parlamentare de prietenie cu Republica Populară Chineză și Republica Federală Iugoslavia. În această legislatură, Csaba Németh a fost membru în comisia pentru muncă, familie și protecție socială; el a inițiat 14 propuneri legislative, din care 3 au fost promulgate legi. 
În legislatura 2004-2008, Csaba  Németh a fost membru în grupurile parlamentare de prietenie cu Republica Populară Chineză și Marele Ducat de Luxemburg.
În această legislatură, Csaba Németh a fost membru în comisia pentru muncă, familie și protecție socială precum și în comisia pentru sănătate publică. Csaba  Németh  a inițiat 26 propuneri legislative, din care 5 au fost promulgate legi.

## Activitatea publicistică
Începând din a doua jumătate a anilor 1970, Csaba Németh a publicat peste 150 articole și studii în diferite cotidiene, săptămânale și reviste de limbă maghiară din România, pe teme de politică externă, de relații interetnice și interconfesionale. Articole publicate în limba română au apărut în Dilema Veche, Lumea Magazin și România liberă.O bună parte din aceste articole, analize și studii se regăsec în cele două cărți, Etnii-confesiuni-conflicte și Popoare-state-hotare, publicate în limba maghiară.

## Publicații
- hu  Etnikumok-felekezetek-konfliktusok: tanulmányok, helyzetelemzések, 1978-2000 (Etnii-confesiuni-conflicte: studii de situații, 1978-2000), Editura Ambrózia, Târgu Secuiesc, 2000.
- hu  Népek-államok-határok: politikai helyzetelemzések, 1978-2001 (Popoare-state-frontiere: studii politice, 1978-2001), Editura Ambrózia, Târgu Secuiesc, 2002.